# U-Bahnhof Klinikum Großhadern
Der U-Bahnhof Klinikum Großhadern ist ein Bahnhof der Münchner U-Bahn.
Er wurde am 22. Mai 1993 eröffnet und ist die Endstation der U6.
Die Hintergleiswände bestehen aus in Emaille gebrannten Aluminiumtafeln. Die zwei 120 Meter langen und 5 Meter hohen Hintergrundwände wurden von Eckard Hauser künstlerisch gestaltet und in einjähriger Arbeit auch von ihm hergestellt. Der Fahrgast erfährt eine heitere Landschaft des Voralpengebiets in den vier Jahreszeiten, die ihm beim Verlassen der Bahn erwartet.
Die Säulen in der Mitte und die Wände um den Aufzug herum sind mit braunen Fliesen verkleidet. Der mit rotem Isarkiesel-Motiv ausgelegte Bahnsteig wird farbig beleuchtet, da an der Decke grüne, gelbe und blaue Aluminium-Lamellen zwischen den Lampen angebracht sind.
An den Aufgängen befinden sich an der Oberfläche zwei neun Meter hohe Glaspyramiden. Sie sollten eigentlich doppelt so hoch sein und der vor dem Louvre in Paris ähneln. In eine sollte sogar ein Café eingebaut werden, aber aus Geldnot wurde alles verworfen.
Auf der Nordseite führen ein Aufzug und Roll- und Festtreppen zu einem P+R-Parkplatz und zum Fußweg zum Klinikum. Auf der südlichen Seite erreicht man einen kleinen Busbahnhof und den Max-Lebsche-Platz.
| Linie | Linienverlauf |
| ----- | --- |
| U6    | Garching-Forschungszentrum – (2560 m) – Garching – (1827 m) – Garching-Hochbrück – (4208 m) – Fröttmaning – (830 m) – Kieferngarten – (1431 m) – Freimann – (1087 m) – Studentenstadt – (660 m) – Alte Heide – (740 m) – Nordfriedhof – (813 m) – Dietlindenstraße – (712 m) – Münchner Freiheit – (579 m) – Giselastraße – (744 m) – Universität – (788 m) – Odeonsplatz – (640 m) – Marienplatz – (884 m) – Sendlinger Tor – (843 m) – Goetheplatz – (677 m) – Poccistraße – (624 m) – Implerstraße – (1236 m) – Harras – (837 m) – Partnachplatz – (760 m) – Westpark – (1084 m) – Holzapfelkreuth – (1050 m) – Haderner Stern – (1097 m) – Großhadern – (731 m) – Klinikum Großhadern |